# Verwaltungsgemeinschaft Hoym-Nachterstedt
In der Verwaltungsgemeinschaft waren im sachsen-anhaltischen Landkreis Aschersleben-Staßfurt die Gemeinden Friedrichsaue, Frose, Nachterstedt und Schadeleben sowie die Stadt Hoym zusammengeschlossen. Am 1. Januar 2005 wurde sie mit der verwaltungsgemeinschaftsfreien Einheitsgemeinde Gatersleben zur Verwaltungsgemeinschaft Seeland zusammengeschlossen.